# Alexander von Dorn
Alexander Dorn, Ritter von Marwalt, född 9 februari 1838 i Wiener Neustadt, död 1 januari 1919 i Wien, var en österrikisk nationalekonom och publicist.
Dorn blev 1860 juris doktor, tjänstgjorde några år i handelsministeriet i Wien, inträdde 1868 i redaktionen av Pester Lloyd i Budapest och började 1872 utge "Triester Zeitung" i Trieste, i vilken han med kraft och sakkännedom hävdade den österrikisk-ungerska monarkins handelsintressen, särskilt i Orienten. Bland hans skrifter märks Zur Exportfrage (1864) och Aufgaben der Eisenbahnpolitik (1874).